# Powiat Bublitz

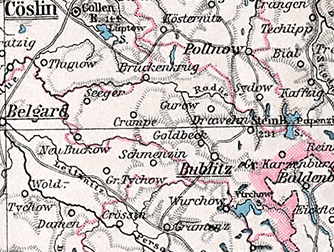
Mapa powiatu Bublitz z 1905 r.

Powiat Bublitz (niem. Landkreis Bublitz, Kreis Bublitz; dosł. powiat bobolicki) – dawny powiat na terenie kolejno Prus, Cesarstwa Niemieckiego, Republiki Weimarskiej oraz III Rzeszy, istniejący od 1872 do 1932. Należał do rejencji koszalińskiej, w prowincji Pomorze. Teren dawnego powiatu leży obecnie w Polsce, w województwie zachodniopomorskim.

## Historia
Powiat utworzono 1 września 1872 wraz z powiatami Colberg-Cörlin oraz Cöslin.
1 października 1932 powiat został rozwiązany a jego gminy:
- Groß Satspe, Klein Satspe i Neu Buckow przyłączono do powiatu Belgard (Persante)
- Bischofthum, Drensch, Grumsdorf, Kasimirshof, Linow, Sassenburg i Stepen  przyłączono do powiatu Neustettin
- Groß Karzenburg, Hölkewiese i Klein Karzenburg przyłączono do powiatu Rummelsburg i. Pom.